# Paul Guermonprez

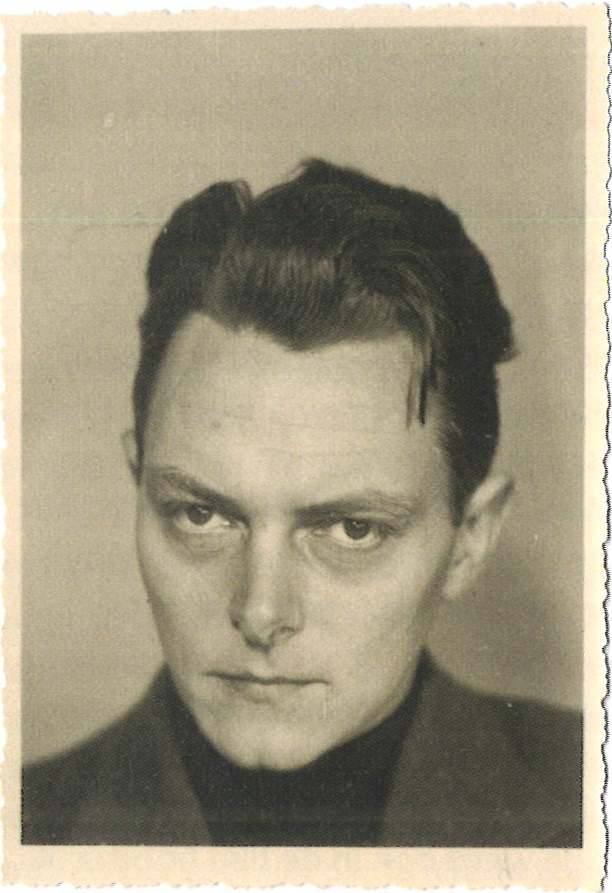
Paul Guermonprez
(Selbstporträt, 1935)

Paul Gustave Sidonie Guermonprez (geboren 28. Dezember 1908 in Gent; gestorben 10. Juni 1944 in Overveen) war ein belgisch-niederländischer Fotograf und Widerstandskämpfer gegen die deutsche Besetzung der Niederlande während des Zweiten Weltkriegs.

## Leben
Guermonprez' Familie floh während des Ersten Weltkriegs aus dem belgischen Kampfgebiet in die neutralen Niederlande, wo Paul Guermonprez nach der Volksschule die Amsterdamse Suikerschool besuchte. Von 1929 bis 1932 arbeitete er auf Zuckerplantagen in Niederländisch-Indien und fotografierte als Fotoamateur das Alltagsleben der Indonesier. Guermonprez ging 1932 nach Berlin, um bei Walter Peterhans am Bauhaus, das 1932 am Standort Dessau geschlossen worden war, Fotografie zu studieren. Nach der Machtübergabe an die Nationalsozialisten 1933 kehrte er nach Amsterdam zurück und gründete die Werbefirma Co-op 2.

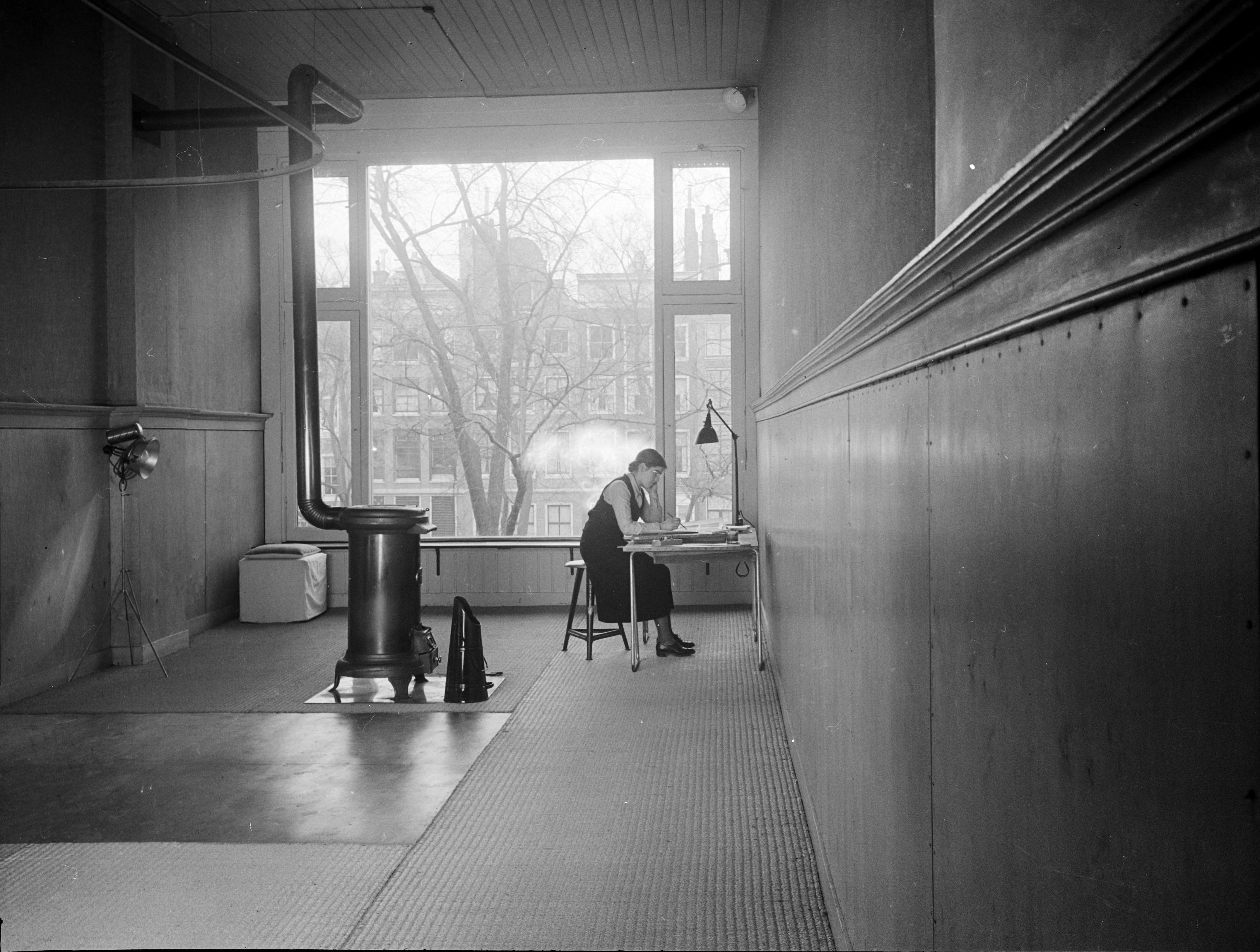
Trude Guermonprez im Atelier von Co-op 2 (1937)

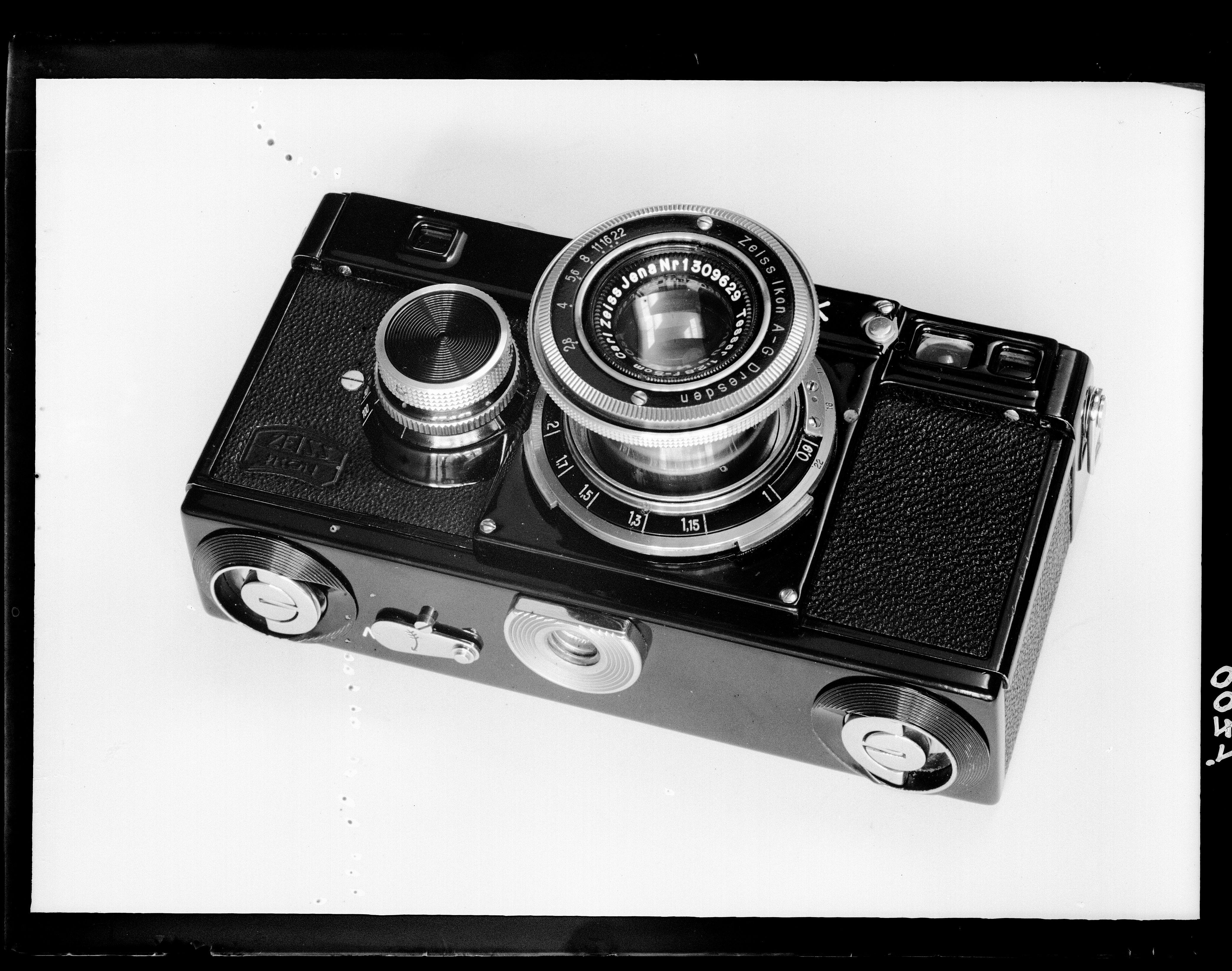
Contax

1935 war er in Paris und arbeitete seither in Den Haag. 1937 machte er eine Reise in das Königreich Jugoslawien. Guermonprez heiratete 1939 die aus Deutschland geflohene Textilkünstlerin Gertrud Jalowetz (1910–1976). Guermonprez nahm seit 1934 Lehraufträge an der Nieuwe Kunstschool in Amsterdam und ab 1935 an der Koninklijke Academie van Beeldende Kunsten in Den Haag wahr. Bei Kriegsausbruch 1939 wurde er als Offizier der niederländischen Armee eingezogen und nach der deutschen Besetzung der Niederlande 1940 entlassen. Seine Werbefirma schloss er 1942 aus Protest gegen die Einrichtung der Nederlandsche Kultuurkamer, die Ende 1941 von der Besatzungsverwaltung als Zwangsorganisation in Anlehnung an die Reichskulturkammer eingerichtet worden war.
Guermonprez war 1941 erstmals für drei Wochen verhaftet worden. Vom 4. Mai 1942 bis 30. Juli 1943 war er in Geiselhaft im Kamp Sint-Michielsgestel interniert. Nach seiner bedingten Freilassung tauchte er mit Hilfe des niederländischen Widerstands unter und wurde von Maria Helena Friedlander, der Frau von Henri Friedlaender, in ihrem Haus in Wassenaar versteckt. Er nahm weiterhin an Widerstandsaktionen teil und wurde nach seiner erneuten Verhaftung 1944 hingerichtet.
Guermonprez wurde nach Kriegsende auf dem Ehrenfriedhof Bloemendaal bestattet. Er erhielt postum das Verzetskruis.

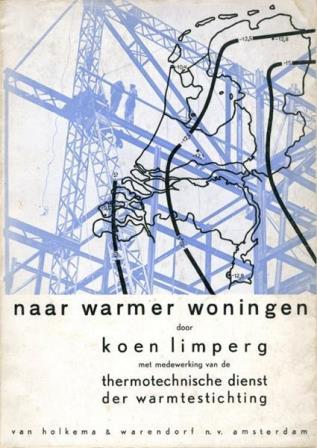
Band Naar warmer woningen (1936)
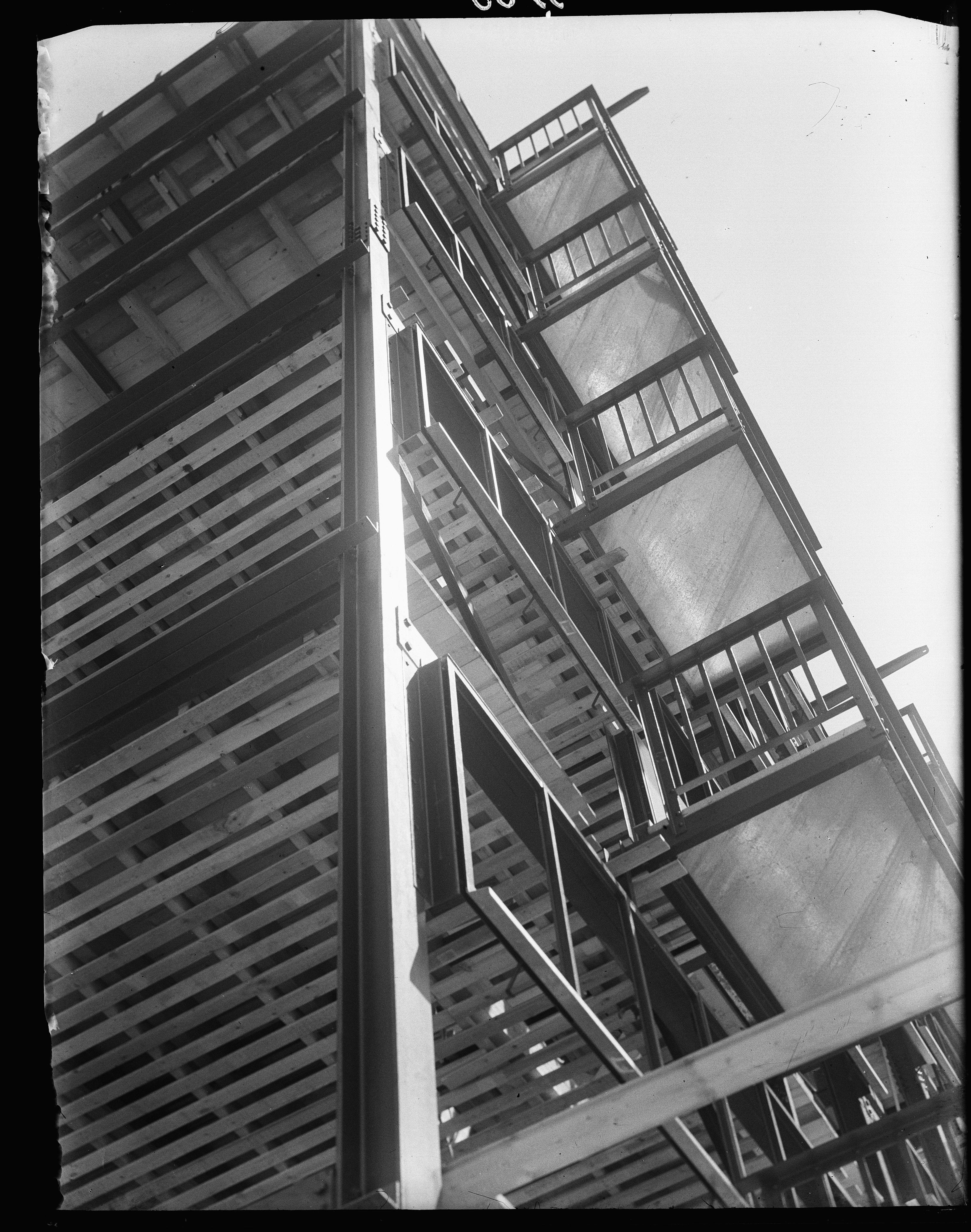
Zomerdijkstraat Amsterdam. Photo von Paul Guermonprez
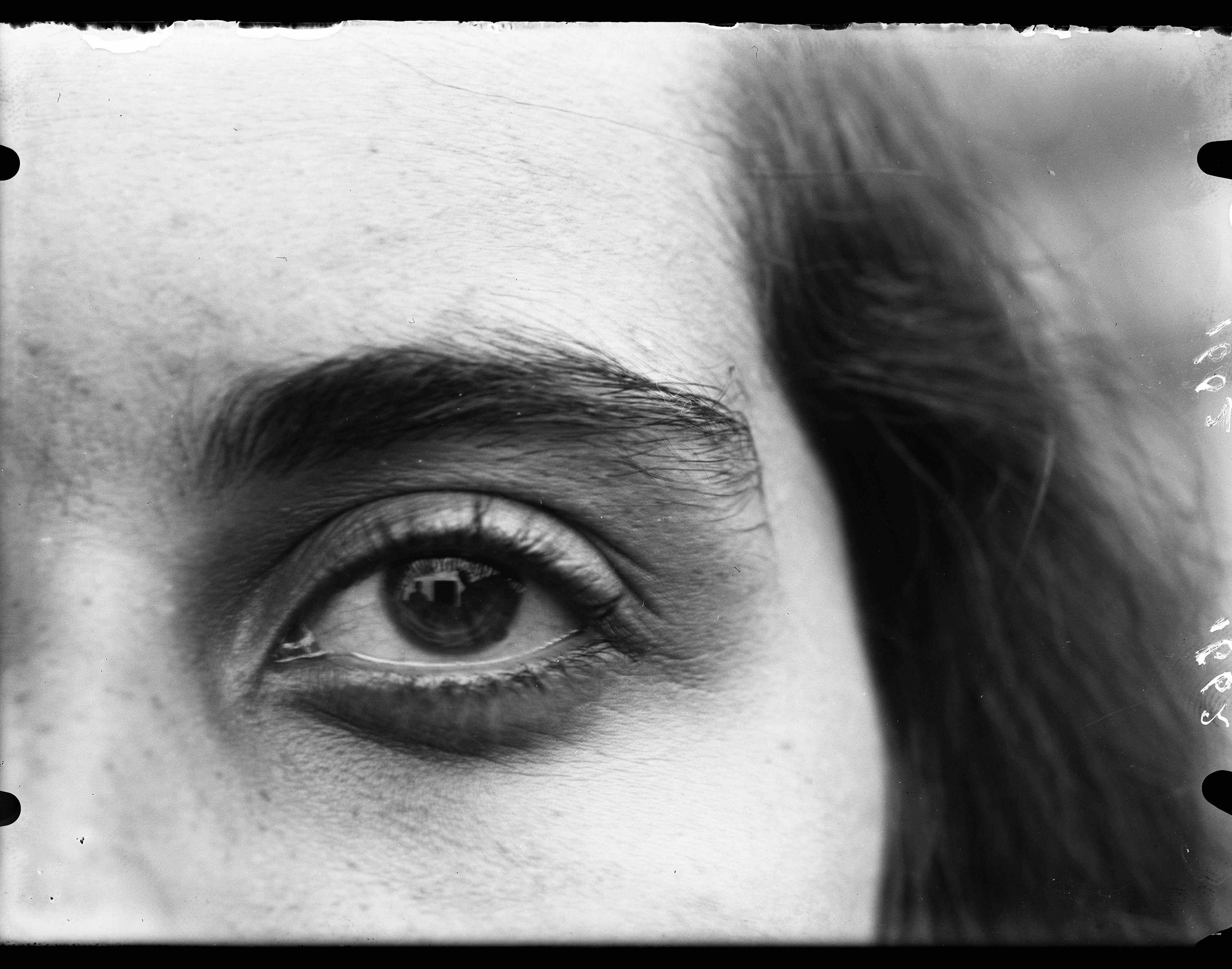
Frauenauge
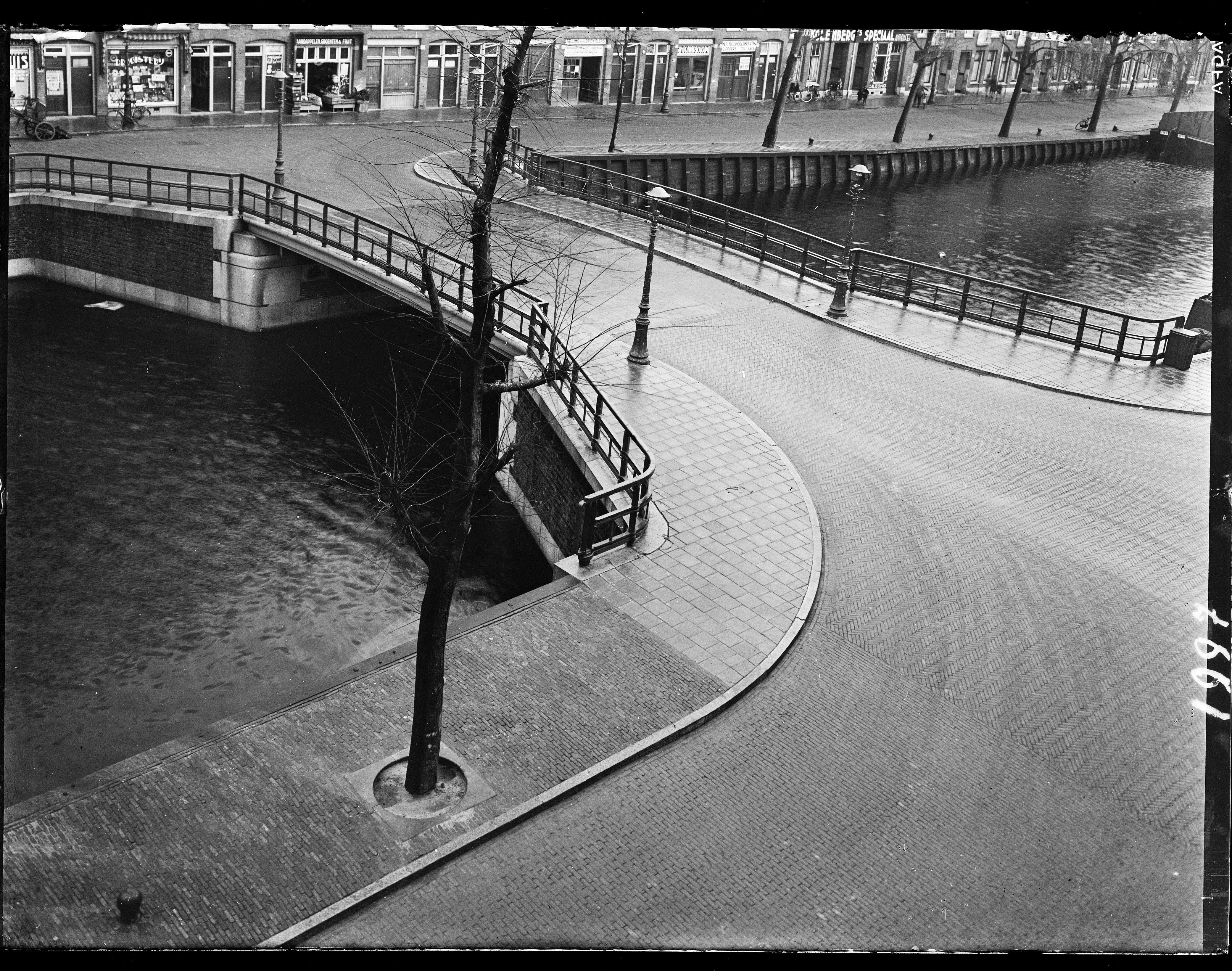
Pieter Langendijkstraat, Amsterdam

## Schriften (Auswahl)
- Eva's jongste dochter : schoonheden van het zwakke en zwakheden van het schoone geslacht. Illustrationen Leo Meter. Amsterdam : Bigot en Van Rossum, 1938
- Praatjes en plaatjes van de soldaatjes. Illustrationen Wim van Overbeek. Amsterdam : H. Meulenhoff, 1940
- Neerlands zonen Neerlands helden : oude liederen verhalende en prijzende het leven van menig dapperen strijder voor zijn vaderland.  Verzameld en bijeengebracht door T. Guermonprez [sic!], geïllustreerd door L. Meter en van een voorwoord voorzien door J. W. F. Werumeus Buning. Zeist : Dijkstra, 1942